# زرزور لماع
زرزور لَمّاع أو جَدَّاس (الاسم العلمي: Lamprotornis)، جنس كبير من الزرزوريات اللامعة الموجودة في أفريقيا جنوب الصحراء الكبرى. أجزائها العلوية لامعة زرقاء أو خضراء. أثواب معظم أنواعها إلى السواد الفحمي مع يعلوه مُواجٌ أسفع أو ذهبي أو زبرجدي أو فضي.